# Cantón la Unidad
Cantón la Unidad är en ort i Mexiko.   Den ligger i kommunen Huehuetán och delstaten Chiapas, i den sydöstra delen av landet, 900 km sydost om huvudstaden Mexico City. Cantón la Unidad ligger 162 meter över havet och antalet invånare är 321.
Terrängen runt Cantón la Unidad är kuperad åt nordost, men åt sydväst är den platt. Runt Cantón la Unidad är det ganska tätbefolkat, med 207 invånare per kvadratkilometer. Närmaste större samhälle är Huixtla, 13,5 km nordväst om Cantón la Unidad. I omgivningarna runt Cantón la Unidad växer i huvudsak städsegrön lövskog.